# Cuhon
Cuhon ist eine Gemeinde mit 389 Einwohnern (Stand: 1. Januar 2022) im Nordwesten des Départements Vienne in Frankreich. Die Gemeinde gehört zum Arrondissement Poitiers und zum Kanton Migné-Auxances (bis 2015: Kanton Mirebeau). Die Einwohner werden Cuhonnais genannt.

## Geographie
Cuhon liegt etwa 27 Kilometer nordwestlich von Poitiers. Umgeben wird Cuhon von den Nachbargemeinden Mazeuil im Norden und Nordwesten, Chouppes im Nordosten, Amberre im Osten, Champigny en Rochereau im Südosten, Vouzailles im Süden, Massognes im Westen und Südwesten sowie Craon im Westen und Nordwesten.

## Bevölkerungsentwicklung
| Jahr                      | 1962 | 1968 | 1975 | 1982 | 1990 | 1999 | 2006 | 2013 |
| ------------------------- | ---- | ---- | ---- | ---- | ---- | ---- | ---- | ---- |
| Einwohner                 | 502  | 454  | 406  | 390  | 352  | 343  | 347  | 402  |
| Quelle: Cassini und INSEE |      |      |      |      |      |      |      |      |

## Sehenswürdigkeiten
- Kirche Saint-Hilaire aus dem 12. Jahrhundert
- Schloss Bournalière, seit 2004 Monument historique